# Gran Núvol de Magalhães
El Gran Núvol de Magalhães (LMC, de l'anglès Large Magellanic Cloud) és una galàxia irregular que orbita al voltant de la Via Làctia i, per tant, forma part del Grup Local de galàxies. Està situada a només uns 163 000 anys llum, només més allunyada de nosaltres que les galàxies nanes del Ca Major i de Sagitari. Igual que passa amb el Petit Núvol de Magalhães, és possible que originalment fos una galàxia espiral barrada que s'ha anat deformant progressivament a causa dels efectes gravitatoris de la Via Làctia. De fet, les observacions semblen indicar que part de la seva barra central encara existeix. El sud de la barra central sembla estar connectat amb el Petit Núvol de Magalhães a través de l'anomenat Pont Magallànic. També contribueix al Corrent Magallànic, una estructura clarament "arrencada" de la galàxia per l'atracció de la Via Làctia. Dins la galàxia, es troba la nebulosa Taràntula (NGC 2070), una de les regions de formació d'estrelles més actives de tot el Grup Local, i moltes nebuloses i cúmuls oberts i globulars.
Es pot observar des de l'hemisferi sud, entre les constel·lacions de l'Orada i de la Taula. Malgrat ser coneguda des de temps prehistòrics pels habitants de l'hemisferi sud, el primer a escriure'n fou l'astrònom persa Abd-al-Rahman al-Sufí, el 964. L'expedició de Magalhães al voltant del món la donà a conèixer a Europa i li donà el nom actual.

## Història

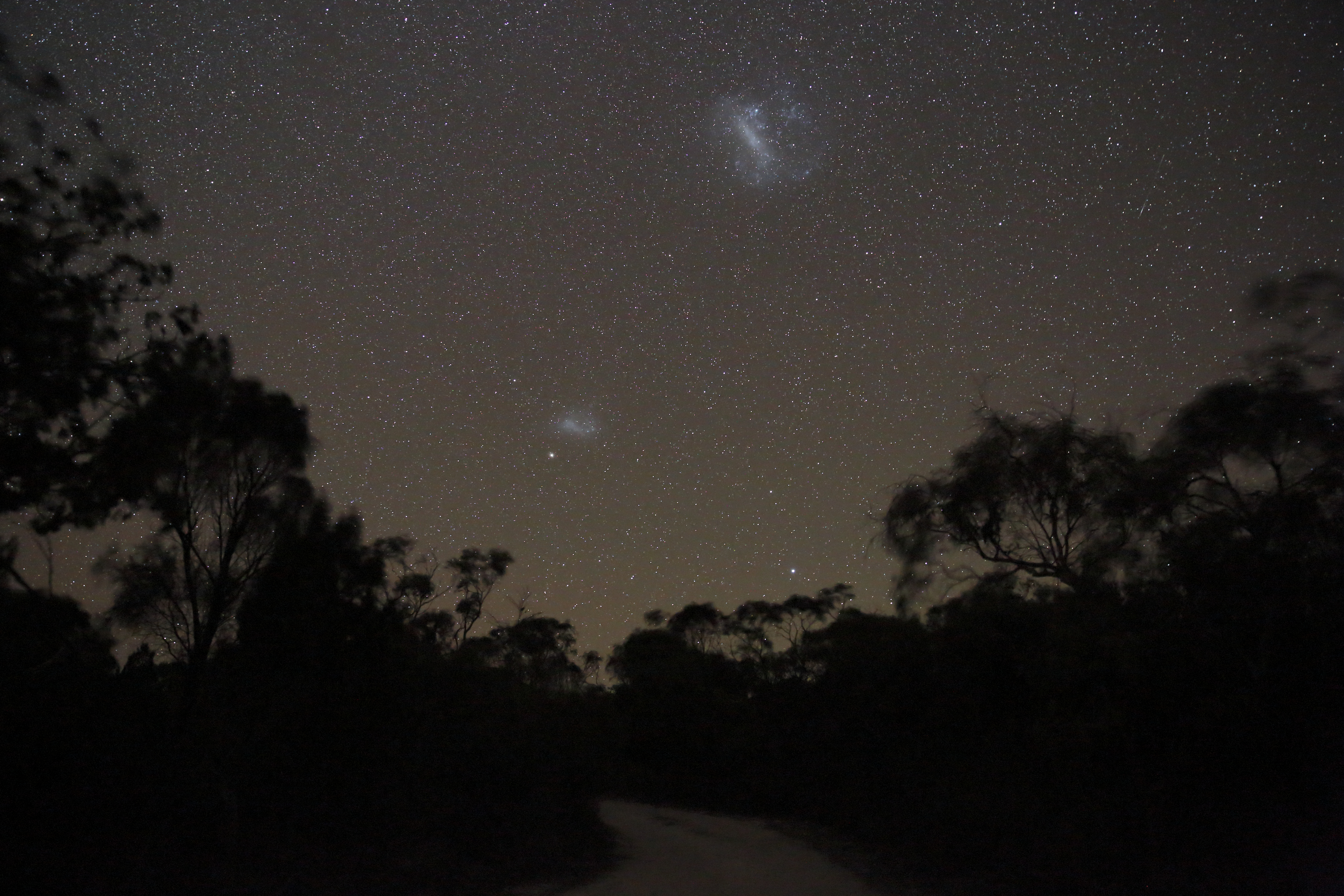
Els Núvols de Magalhães fotografiats des del Mount Arapiles (Austràlia).

El Gran Núvol de Magalhães i el Petit Núvol de Magalhães han estat coneguts pels observadors de l'hemisferi sud des de temps prehistòrics. Les primeres mencions conegudes del Gran Núvol de Magalhães són de l'erudit àrab Ibn Qutayba (828-889) en el seu llibre Al-Anwā̵’, i de l'astrònom persa Al Sufí (903-986) en el seu Llibre dels estels fixos (964). Al Sufí diu que la gent de Tihama, al nord del Iemen, l'anomena al-Baqar, que significa ‘el bou blanc’ o ‘la ovella’, en una frase que vol dir ‘la ovella dels àrabs del sud’, que havia escrit abans Ibn Qutayba. Els Núvols de Magalhães no podien ser vistos des de l'observatori d'Al Sufí a Siraz (29,6° N) però diu que es poden veure des de l'estret de Bad-el-Màndeb (12,5° N).
El navegant italià Amerigo Vespucci (1454-1512) mencionà aquest objectes en una carta sobre el seu tercer viatge el 1501-1502. Aquesta fou la primera observació confirmada del dos núvols de Magalhães. Vespucci descriu al Mundus Novus (1504) en italià: «E fra le altre viddi tre Canopi: i due erano molto chiari, il terzo era fosco e dissimile dalli altri», ‘I entre els altres vaig veure tres Canopes: els dos eren molt clars, el tercer era fosc i a diferència dels altres'. El «fosc» es referia a la nebulosa del Sac de Carbó, una gran nebulosa fosca a la constel·lació de la Creu del Sud, i els «clars» als Núvols de Magalhães.

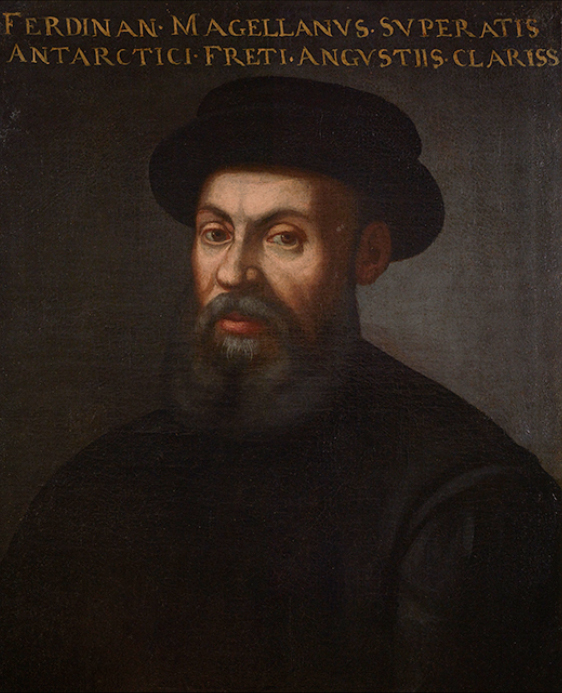
Fernão de Magalhães.

Els primers europeus que representaren els Núvols de Magalhães foren l'humanista Pietro Martire d'Anghiera (1457-1526) i l'explorador Andrea Corsali (1487-?) que viatjà a l'Índia el 1515 i 1517. L'erudit venecià Antonio Pigafetta (1491-1531), que formà part de l'expedició de Magalhães-Elcano del portuguès Fernão de Magalhães (1480-1521) per circumnavegar el món del 1519 al 1522, també documentà els objectes. El Gran Núvol de Magalhães és esmentat en els escrits de Pigafetta que descriuen el seu viatge. Magalhães morí durant aquesta expedició a les Filipines el 1521, però la seva tripulació, comandada pel basc Juan Sebastián Elcano (1486/1487-1526), portà el registre del descobriment de tornada a Europa.

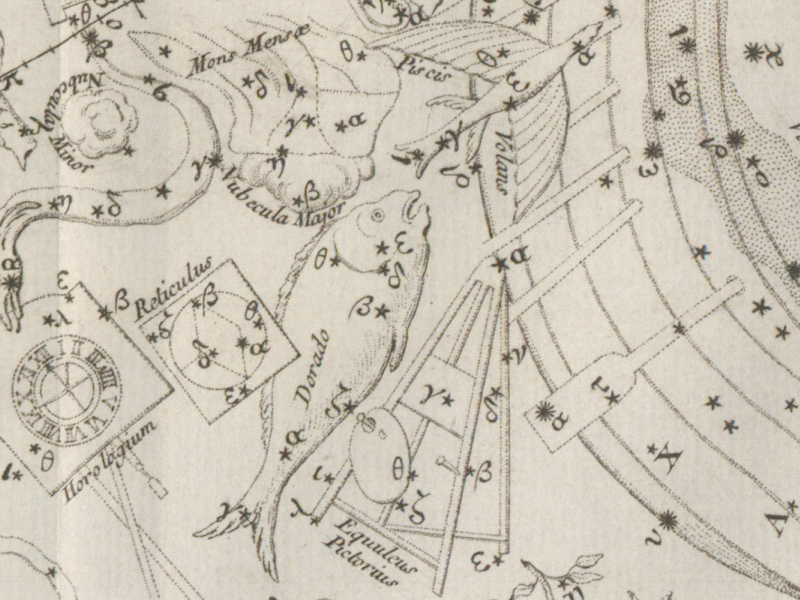
Il·lustració de Lacaille de la constel·lació de l'Orada on és veuen le Grand Nuage i le Petit Nuage

No obstant això, les dues galàxies no reberen el nom de Magalhães fins molt més tard. L'astrònom alemany Johann Bayer (1572-1625) les anomenà Nubecula Major i Nubecula Minor a la seva Uranometria (1603), i l'astrònom francès Nicolas-Louis de Lacaille (1713-1762) les anomenà le Grand Nuage i le Petit Nuage, que significa ‘el gran núvol’ i ‘el petit núvol’. Edmond Halley (1656-1742) des de l'illa de Santa Helena, on havia estat enviat per John Flamsteed (1646-1719), el primer astrònom reial anglès, realitzà observacions durant 1677 i les publicà al Catalogus Stellarum Australium el 1679. En un apèndix explica: «Proxima, ex iis quas observavi, est in Cauda Apodis, in distancia paulo ultra 8 graduum, Duae Nubeculae, quae a Nautis Nebulae Magellanicae appellantur, exacte referent Galaxiae albedinem & Telescopio inspectae, hinc inde Nebulas Parvas & exiguas Stellas ostendunt...» ‘El més proper, dels que he observat, és a la Cauda Apodis, a una distància d'una mica més de 8 graus, Dos Núvols, que els mariners anomenen Nebulosa de Magalhães, es referiran exactament a la blancor de la Galàxia, i quan es miren amb un telescopi, a banda i banda mostren petites nebuloses i petites estrelles...’. Per tant, «Núvols de Magalhães» és un nom que li donaren els mariners.

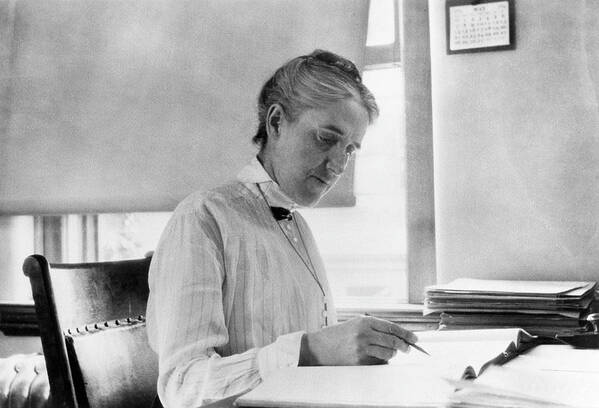
Henrietta Swan Leavitt.

La veritable naturalesa dels Núvols de Magalhães i altres galàxies només es sospità abans del segle xx. La seva naturalesa extragalàctica fou demostrada per l'astrònom americà Edwin Hubble (1889-1953), qui demostrà que molts objectes que fins aleshores es classificaven com a "nebuloses" eren en realitat galàxies fora de la Via Làctia. El descobriment d'Hubble es basava en el treball de l'astrònoma americana Henrietta Swan Leavitt (1868-1921), qui descobrí com mesurar enormes distàncies utilitzant variables Cefeides. La relació període-lluminositat d'aquestes estrelles és ara coneguda com la llei de Leavitt. Henrietta Swan Leavitt descobrí 1 777 estrelles variables als Núvols de Magalhães. El seu informe fou publicat el 1908. El descobriment li permeté calcular la distància al Petit Núvol de Magalhães.
Els noms dels Núvols de Magalhães són controvertits perquè Magalhães no descobrí aquestes galàxies, i perquè els relats de les seves expedicions reflecteixen el tractament brutal que donà als pobles indígenes que trobà. El 2023, un grup d'astrònoms demanà a la Unió Astronòmica Internacional (IAU) que canviés el nom de les galàxies, però no fou acceptada.

## Característiques

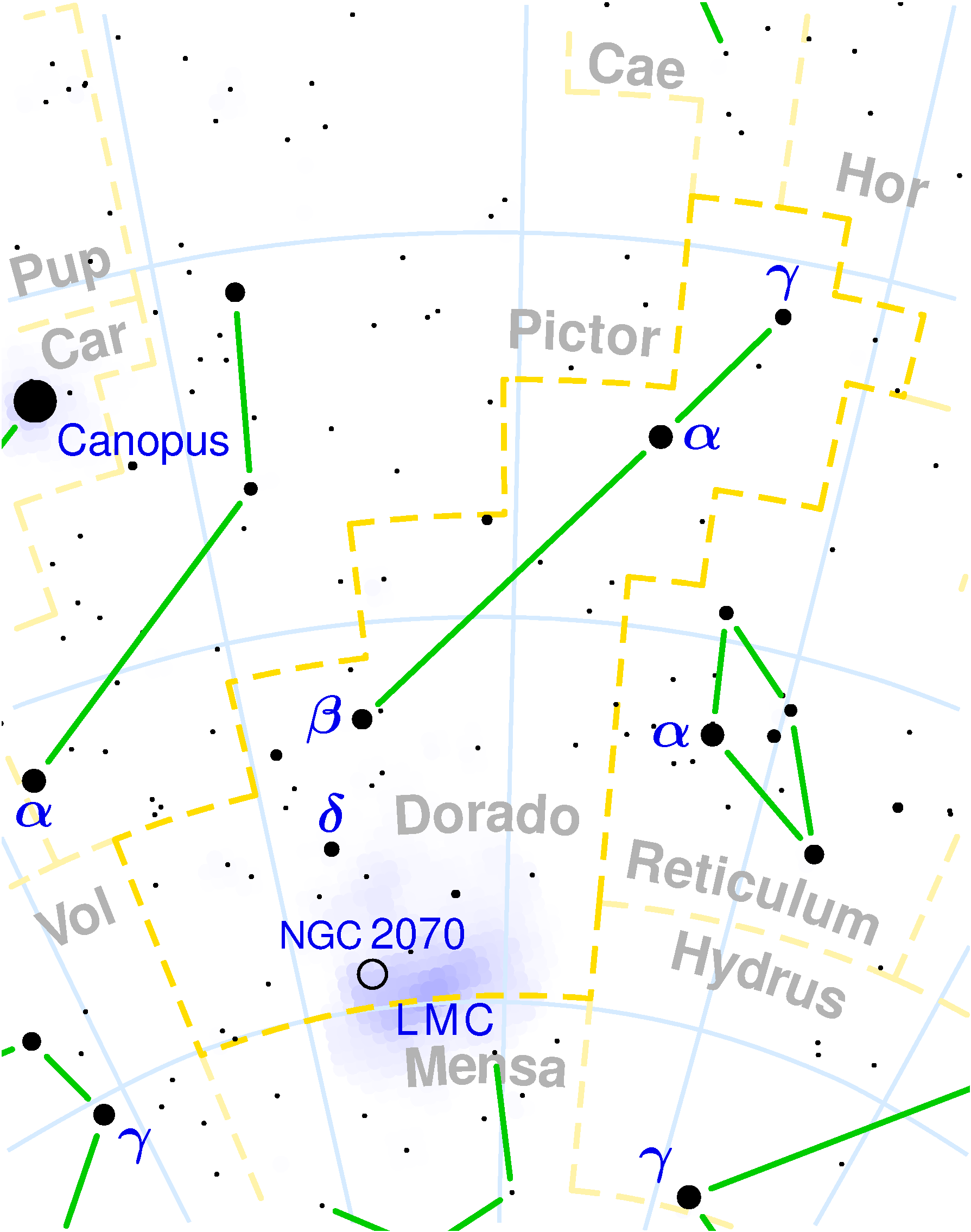
Constel·lació de l'Orada on es veu l'estel Canopus i el Gran Núvol de Magalhães (LMC).

Les variables Cefeides s'empraren per determinar la distància al Gran Núvol de Magalhães. Aquestes estrelles tenen una relació entre la seva lluminositat absoluta i el període de variació de brillantor, i sovint s'utilitzen com a espelmes estàndard per mesurar distàncies. Els astrònoms van derivar una distància de 160 000 anys llum a la galàxia basant-se en les observacions d’aquestes estrelles. El 2013, un equip d'astrònoms trobà una distància més precisa de 163 000 anys llum utilitzant sistemes binaris eclipsants de tipus tardà. El marge d’error és només del 2,2%.

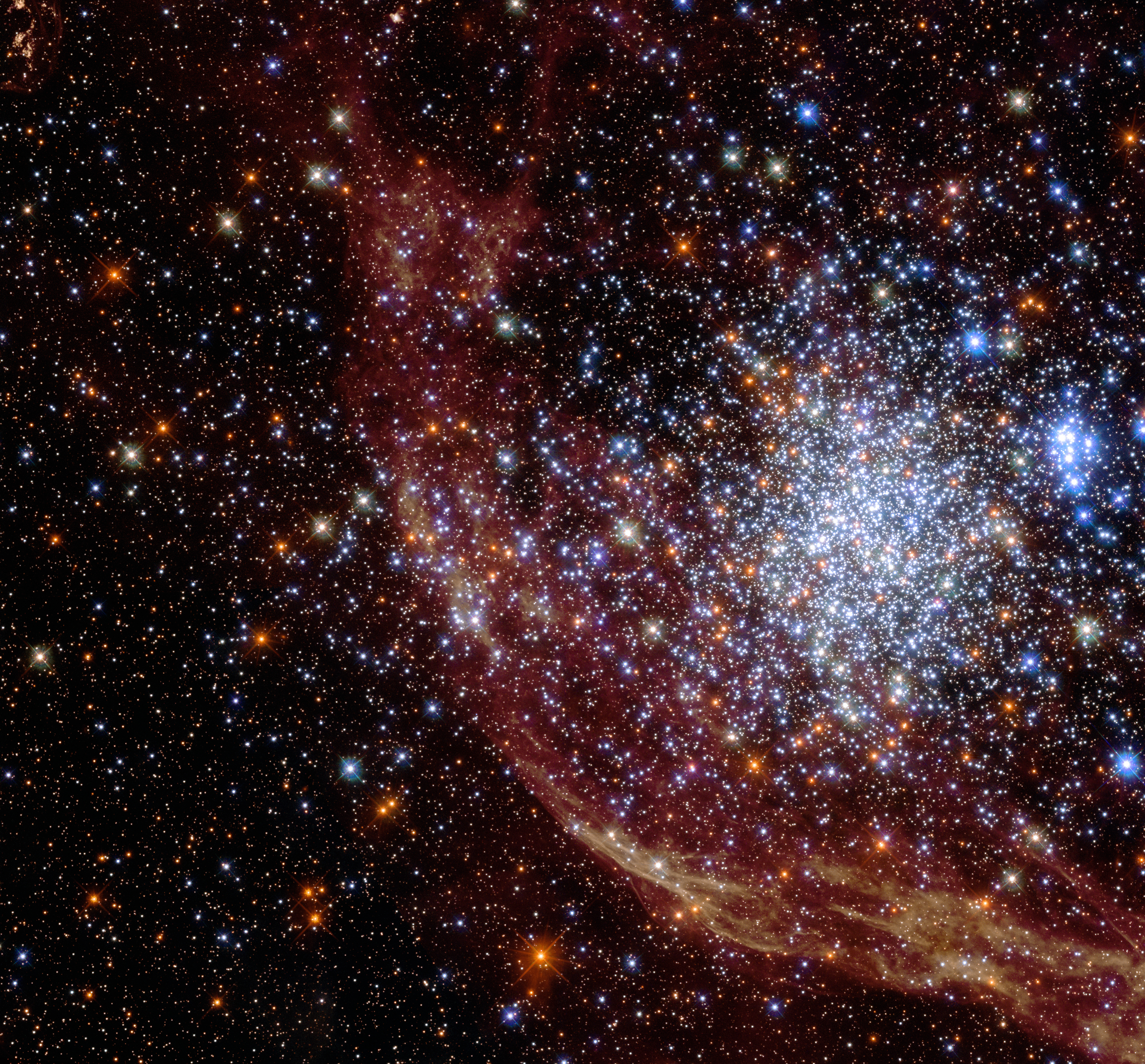
Cluster NGC 1850.

El Gran Núvol de Magalhães es troba a la frontera entre les constel·lacions de l'Orada i de la Taula, majoritàriament dins la primera. Tanmateix, alguns objectes perifèrics, com el cúmul globular NGC 1466, es troben a la veïna constel·lació de l'Hidra Mascle. Aquestes constel·lacions es troben al cel de l'hemisferi sud. L'Orada és la més septentrional de les tres, i és completament visible des de localitzacions al sud de la latitud 20° N. Aquestes constel·lacions foren creades quan els navegants i astrònoms europeus començaren a viatjar a l'hemisferi sud i a cartografiar el cel austral. L'Orada i l'Hidra Mascle foren creades per l'astrònom neerlandès-flamenc Petrus Plancius (1552-1622) a finals del segle xvi, i la de la Taula per l'astrònom francès Nicolas Louis de Lacaille a mitjans del segle xviii.
El Gran Núvol de Magalhães té un diàmetre físic de 32 200 anys llum (9,86 kiloparsecs) i acull al voltant de 20 000 milions d'estrelles. Té una massa d'aproximadament 138 000 milions de masses solars (incloent la matèria fosca). És la quarta galàxia més gran del Grup Local, després de la galàxia d'Andròmeda (Messier 31) a la constel·lació d'Andròmeda, la Via Làctia i la galàxia del Triangle (Messier 33) a la constel·lació del Triangle.
El 2021, els astrònoms hi descobriren un forat negre amb una massa d'11 M☉ mitjançant el Very Large Telescope (VLT) de l'Observatori Europeu Austral al desert d'Atacama, al nord de Xile. Observaren com la gravetat del forat negre afectava el moviment d'una estrella propera amb una massa al voltant de 5 M☉. Aquest fou el primer descobriment d'un forat negre en un cúmul estel·lar que només té uns 100 milions d'anys. El forat negre fou nomenat NGC 1850 BH1, pel seu cúmul hoste, NGC 1850.

## Estrelles
El Gran Núvol de Magalhães conté algunes de les estrelles més massives i lluminoses conegudes. Les regions de formació estel·lar d'aquesta galàxia constitueixen laboratoris perfectes per a l'estudi de l'evolució de les estrelles massives. Moltes d'aquestes estrelles es troben en i prop del cúmul estel·lar central de la nebulosa de la Taràntula, NGC 2070. R136, la condensació central de NGC 2070, alberga diverses estrelles amb una massa molt superior a les 100 masses solars.

### WOH G64

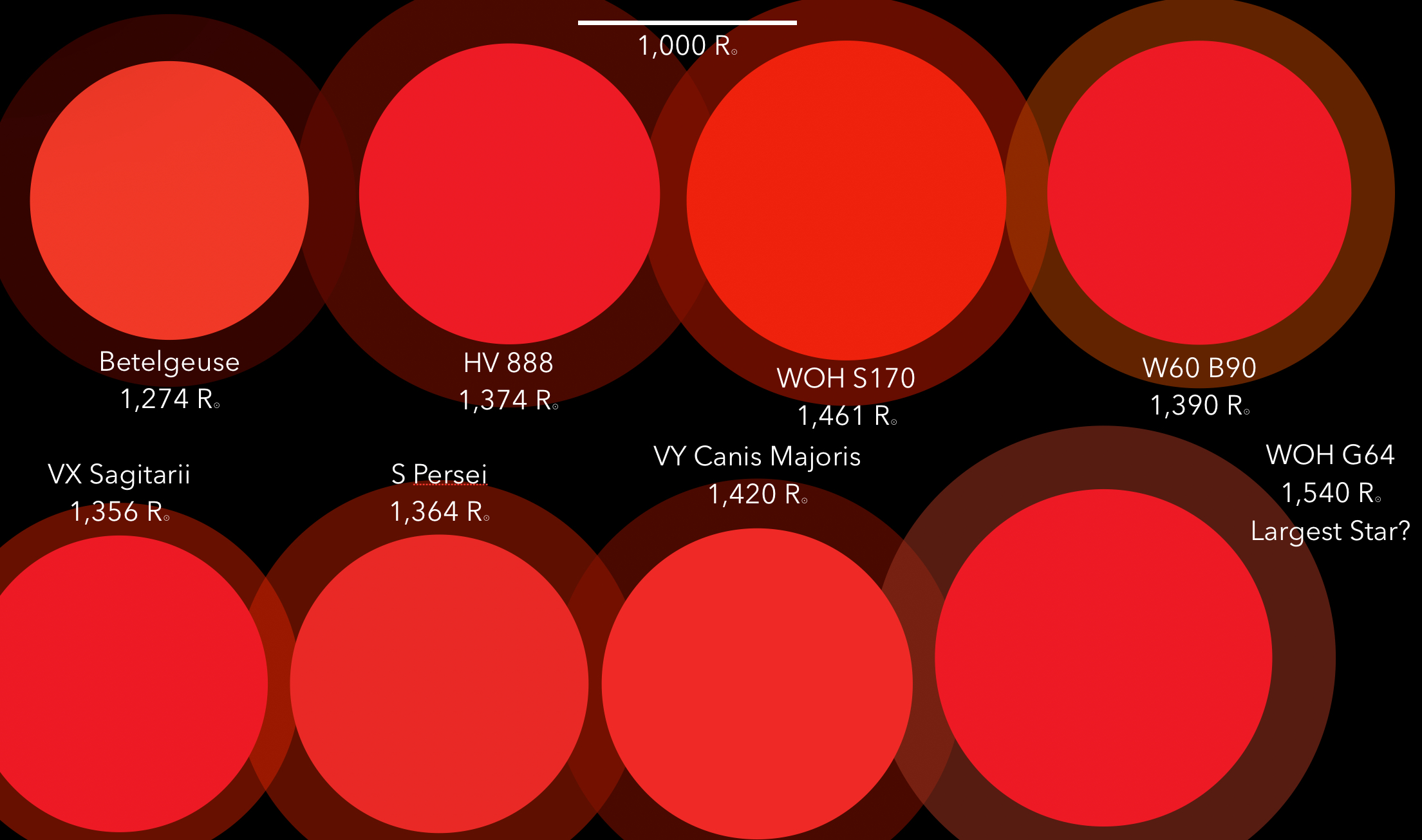
Comparació de les estrelles més grosses conegudes.

WOH G64 és una supergegant vermella situada a aproximadament 160 000 anys llum de distància, a la part occidental del Gran Núvol de Magalhães. Amb un radi d'uns 1 540 R☉, és una de les estrelles més grans conegudes. Si substituís el Sol en el Sistema Solar, aquesta immensa estrella s'estendria més enllà de l'òrbita de Júpiter. WOH G64 està envoltada per un dens embolcall de pols d'aproximadament 1 any llum de diàmetre, que conté entre 3 i 9 masses solars de material expulsat per l'estrella. Aquesta supergegant té una temperatura efectiva de 3 400 K i una lluminositat 282 000 L☉. S'estima una edat de 5 milions d'anys. El nom WOH G64 prové dels astrònoms suecs que la van descobrir als anys 1970: Bengt Westerlund (1921-2008), Nils Olander i B. Hedin. WOH G64 es troba prop dels cúmuls oberts NGC 1755 i NGC 1749.

### BAT99-98
BAT99-98 és una estrella de Wolf-Rayet situada prop del jove cúmul R136 a la nebulosa de la Taràntula. Amb 226 M☉, podria ser l'estrella més massiva coneguda. BAT99-98 brilla amb una lluminositat de 5 × 106 L☉ i és una de les estrelles més lluminoses descobertes fins ara. Té un radi 37,5 R☉ i una temperatura efectiva de 45 000 K. A causa de la seva alta temperatura, la major part de la seva energia es desprèn en l'ultraviolat. La seva lluminositat és 141 000 L☉. BAT99-98 té una magnitud aparent de 13,38 i es troba a 165 000 anys llum de distància. Té una edat estimada de 7,5 milions d'anys. A causa de la seva alta massa, probablement acabarà com una supernova o hipernova, o bé com una supernova per inestabilitat de parella que no deixarà cap resta.

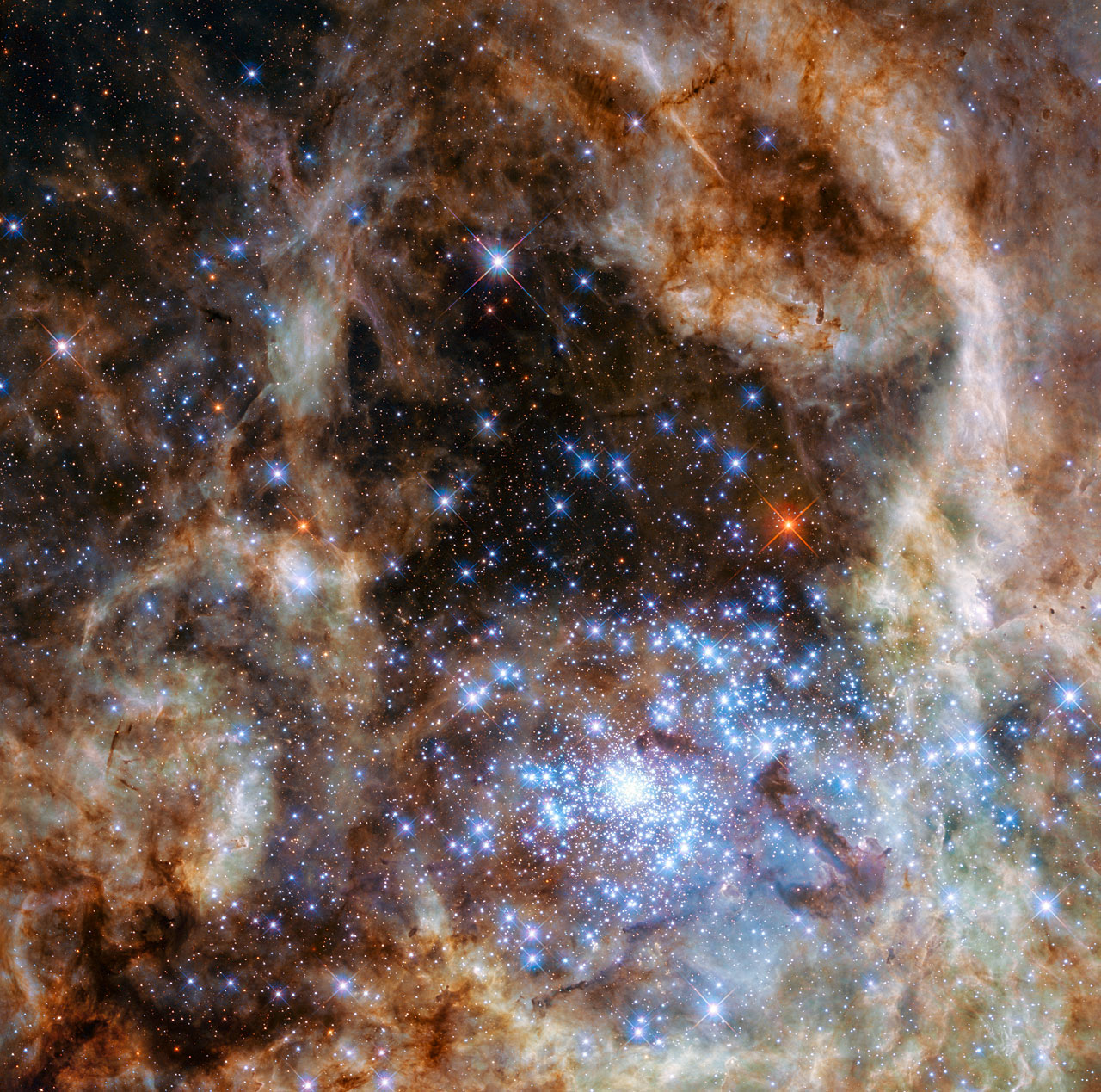
Supercúmul estel·lar R136.

### R136a1
R136a1 és una estrella de Wolf-Rayet situada al centre del cúmul estel·lar R136 dins de NGC 2070, la nebulosa de la Taràntula. Com BAT99-98, és una de les estrelles més massives i lluminoses conegudes, amb una massa d'aproximadament 196 M☉ i una lluminositat 4 677 000 L☉. Amb un radi de 42,7 R☉, l'estrella té un volum gairebé 80 000 V☉. R136a1 és una estrella molt jove, amb una edat estimada d'1,14 milions d'anys. Amb una temperatura superficial d'aproximadament 46 000 K, és una de les estrelles més calentes conegudes. Es preveu que R136a1 acabarà com una supernova per col·lapse del nucli, deixant darrere un forat negre.

### S Doradus
S de l'Orada (S Doradus) és el prototip d'una classe d'estrelles conegudes com estrelles S Doradus o variables lluminoses blaves (LBVs). Amb una magnitud aparent de 8,6 – 11,5, és una de les estrelles més brillants del Gran Núvol de Magalhães i una de les poques estrelles de novena magnitud en aquesta galàxia. És l'estrella més brillant del cúmul obert NGC 1910 (LH41), situat dins de la nebulosa d'emissió N119. S Doradus té una massa aproximada de 24 M☉ i una lluminositat que varia àmpliament al voltant de 106 L☉. És una de les estrelles més lluminoses conegudes. Les estrelles S Doradus es caracteritzen per canvis llargs i lents en la brillantor visual i esclats ocasionals amb increments dramàtics de brillantor. Aquests canvis de brillantor van acompanyats d'un canvi en color i espectre.
Les estrelles més conegudes d'aquesta classe inclouen η Carinae, AG Carinae i HR Carinae a la constel·lació de la Quilla, P Cygni a la del Cigne, i l'estrella Godzilla a la galàxia Sunburst gravitatòriament lentsada a Apus. θ1 Scorpii i Wray 17-96 a la constel·lació de l'Escorpió i l'estrella Pistol (V4647 Sagittarii) a la de Sagitari també són candidates a LBVs.

### VFTS 682
VFTS 682 és una estrella de Wolf-Rayet situada a 95 anys llum al nord-est de R136, dins de la gran nebulosa de la Taràntula. L'estrella té una massa de 137,8 M☉ i és 3,2 × 106 L☉. Té una temperatura superficial estimada de 54 450 K. VFTS 682 no és membre de cap cúmul, cosa altament inusual per a una estrella tan jove. Té només 1 milió d'anys i podria haver estat expulsada de R136a1.

### VFTS 352

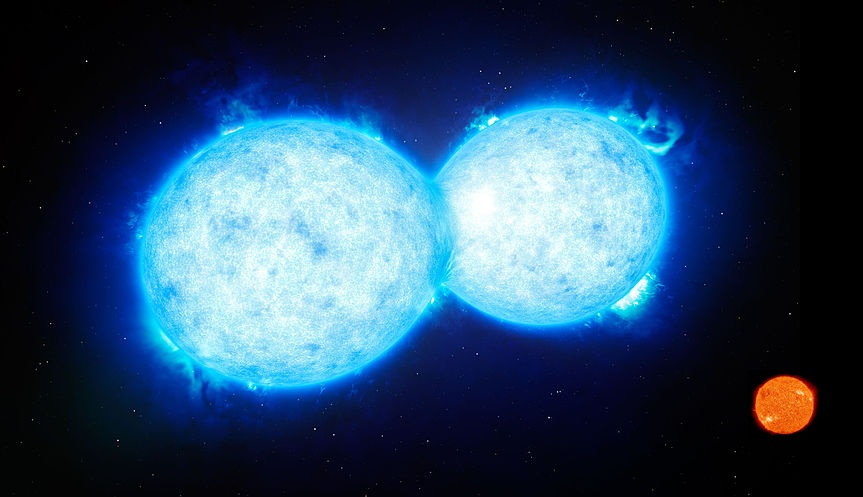
Model del sistema VFTS 352 comparat amb el Sol.

VFTS 352 és un sistema binari de contacte massiu situat a 164 000 anys llum de distància a la nebulosa de la Taràntula. El sistema estel·lar està compost per dues estrelles amb masses de 28,63 M☉ i 28,85 M☉. Té una edat estimada d'1 milió d'anys. Els components són similars en mida, amb radis de 7,22 R☉ i 7,25 R☉. El component primari té una lluminositat de 180 000 L☉ i el secundari brilla amb 150 000 L☉. Les dues estrelles formen un dels sistemes binaris de contacte més massius i de tipus espectral més primerencs coneguts. Estan lligades per marea (sempre mostrant-se la mateixa cara) i les seves atmosferes s'encavalquen. Completen una òrbita al voltant del centre de massa comú en només 1,124 dies.

### VFTS 102

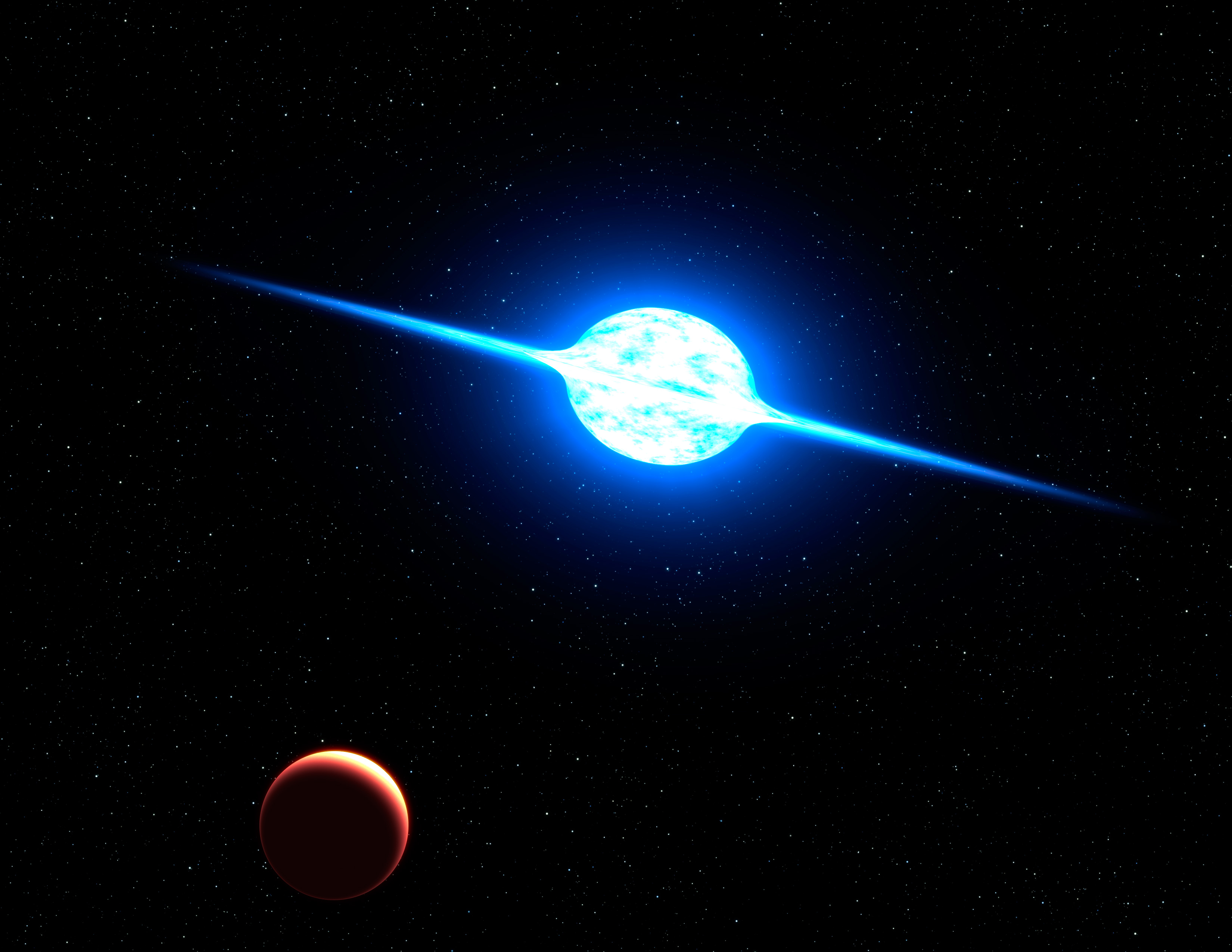
Imatge artística de VFTS 102.

VFTS 102 és una estrella de tipus O blau calent situada a la nebulosa de la Taràntula, a uns 164 000 anys llum de distància. Amb una velocitat de rotació projectada d'uns 610 km/s, és la segona estrella massiva que gira més ràpidament coneguda, després de l'estrella de Wolf-Rayet WR 142 (1 000 km/s) a la constel·lació del Cigne. A causa de la seva ràpida rotació, VFTS 102 té una forma aplanada i experimenta una pèrdua de massa elevada a la regió equatorial que es bombolleja. El material expulsat forma un disc circumestel·lar. VFTS 102 té una massa de 25 M☉ i brilla amb 105 L☉.

### R71
R71 (HD 269006) és una variable lluminosa blava situada a 162 980 anys llum (49 970 parsecs) de distància a la constel·lació de la Taula. L'estrella apareix a 3 minuts d'arc al sud-oest del gegant groc β de la Taula, la tercera estrella més brillant de la Taula (m = 5,31). R71 té una massa 27 M☉ i un radi 107 R☉. La brillantor visual de l'estrella ha estat observada variant entre magnituds 11,2 i 8,7. Aquesta estrella lluminosa experimenta esclats típics de les variables lluminoses blaves, que fan augmentar la seva brillantor. R71 és una de les estrelles més lluminoses del Gran Núvol de Magalhães. Durant la seva fase de quiescència, té una lluminositat de 603 000 L☉. La lluminositat de l'estrella s'observà augmentant a 830 000 L☉. R71 evolucionarà eventualment en una estrella de Wolf-Rayet i experimentarà esclats més dramàtics fins que es converteixi en una supernova o col·lapsi directament en un forat negre.

### Restes de supernova
Moltes de les estrelles massives al Gran Núvol de Magalhães han acabat com espectaculars supernoves. El 1987, la galàxia acollí l'esdeveniment de supernova més proper observat des de la supernova de Kepler (SN 1604) a la constel·lació del Serpentari. La supernova SN 1987A proporcionà als astrònoms la primera oportunitat d'observar directament la font radioactiva d'emissions de llum visible en una supernova per col·lapse del nucli.

#### SN 1987A

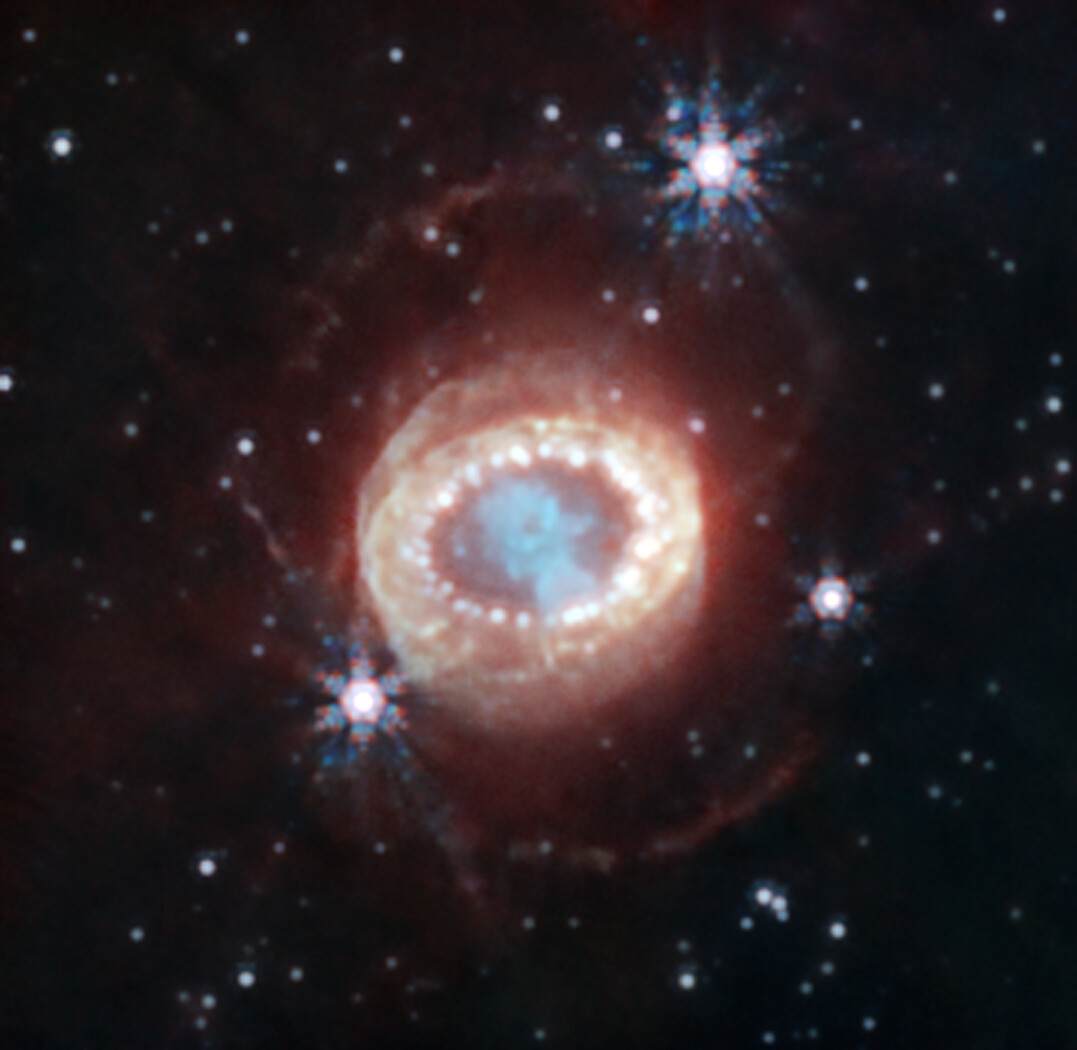
SN 1987A.

SN 1987A és la resta d'una supernova de tipus II que es produí a 168 000 anys llum de distància en el Gran Núvol de Magalhães. La supernova fou visible des de la Terra el 23 de febrer de 1987. Assolí una magnitud de 3 i fou la primera supernova visible a simple vista des de la invenció del telescopi. L'estrella progenitora, Sanduleak -69 202 (Sk -69 202), era una supergegant blava de tipus espectral B3Ia, situada als afores de la nebulosa de la Taràntula. Tenia una massa d'aproximadament 20 M☉ i una lluminositat de 105 L☉. L'evidència de la presència de l'estrella de neutrons deixada en la seqüela de la supernova no es descobrí fins al 2019, quan observacions amb l'Atacama Large Millimeter Array (ALMA) proporcionà proves indirectes d'una nebulosa de vent de púlsar.

#### Nebulosa de la Bresca
La nebulosa de la Bresca és una resta de la supernova SN 1987A situada a uns 150 000 anys llum de distància en el Gran Núvol de Magalhães. Fou descoberta durant observacions de la supernova SN 1987A amb el New Technology Telescope de l'ESO a principis dels anys 90. Els astrònoms creuen que aquesta nebulosa està formada per les restes de dues supernoves, una més antiga en forma de closca de material en expansió i una resta més recent travessant la més antiga. Té un radi de 37,1 anys llum i una mida aparent de 1,70 per 1,70 minuts d'arc.

#### Nebulosa del Brasil (N49)

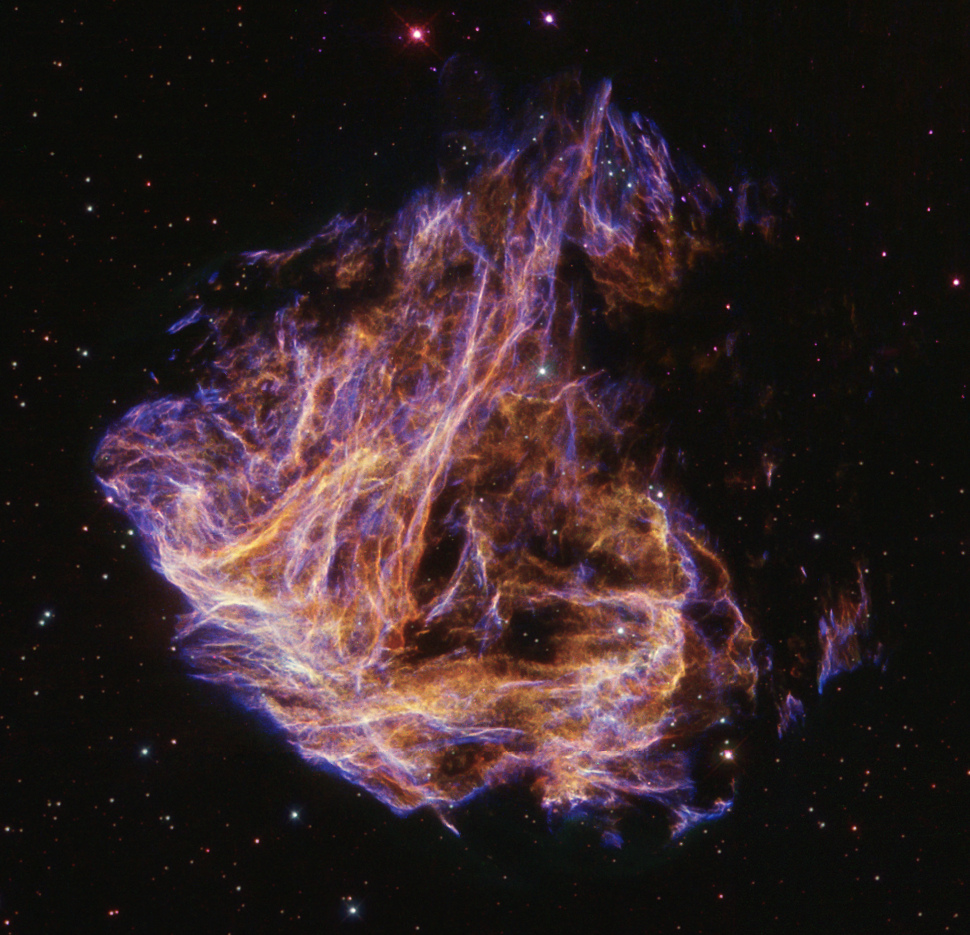
LMC N49.

LMC N49 (DEM L 190) és la resta d'un esdeveniment de supernova que explotà fa uns 5 000 anys. Amb una magnitud aparent de 12,71, és la resta de supernova més brillant en el Gran Núvol de Magalhães. Fou descoberta el 5 de març de 1979. La resta té una extensió de 75 anys llum. Fou sobrenomenada la nebulosa del Brasil per la seva semblança amb la forma del Brasil.

#### SNR 0509-67.5
SNR 0509-67.5 es creu que és una resta d'una supernova de tipus Ia. Aquestes supernoves es desencadenen quan una nana blanca acumula massa excessiva d'un company binari o per la col·lisió de dues nanes blanques. La resta ha estat fotografiada en longituds d'ona de raigs X i visibles.

#### Altres
Altres restes són: N63A (LMC N 63A), SNR 0540-69.3, SNR E0519-69.0 i DEM L71.

## Nebuloses
El Gran Núvol de Magalhães conté moltes regions de formació estel·lar que allotgen cúmuls d'estrelles molt joves. Les regions H II de la galàxia són sovint estudiades pels astrònoms que busquen informació sobre la formació i evolució estel·lar. La proximitat d'aquests vivers estel·lars actius els fa objectius ideals per als telescopis terrestres i espacials. Moltes d'aquestes regions, inclosa la brillant i gran nebulosa de la Taràntula, ofereixen pistes sobre la formació d'estrelles a la Via Làctia fa milers de milions d'anys, quan la nostra galàxia produïa més estrelles noves que avui dia. Les nebuloses formadores d'estrelles en el Gran Núvol de Magalhães són energitzades per la forta radiació ultraviolada de les estrelles joves i lluminoses que es formen dins d'elles.

Nebulosa de la Taràntula.

### Nebulosa de la Taràntula (30 Doradus)

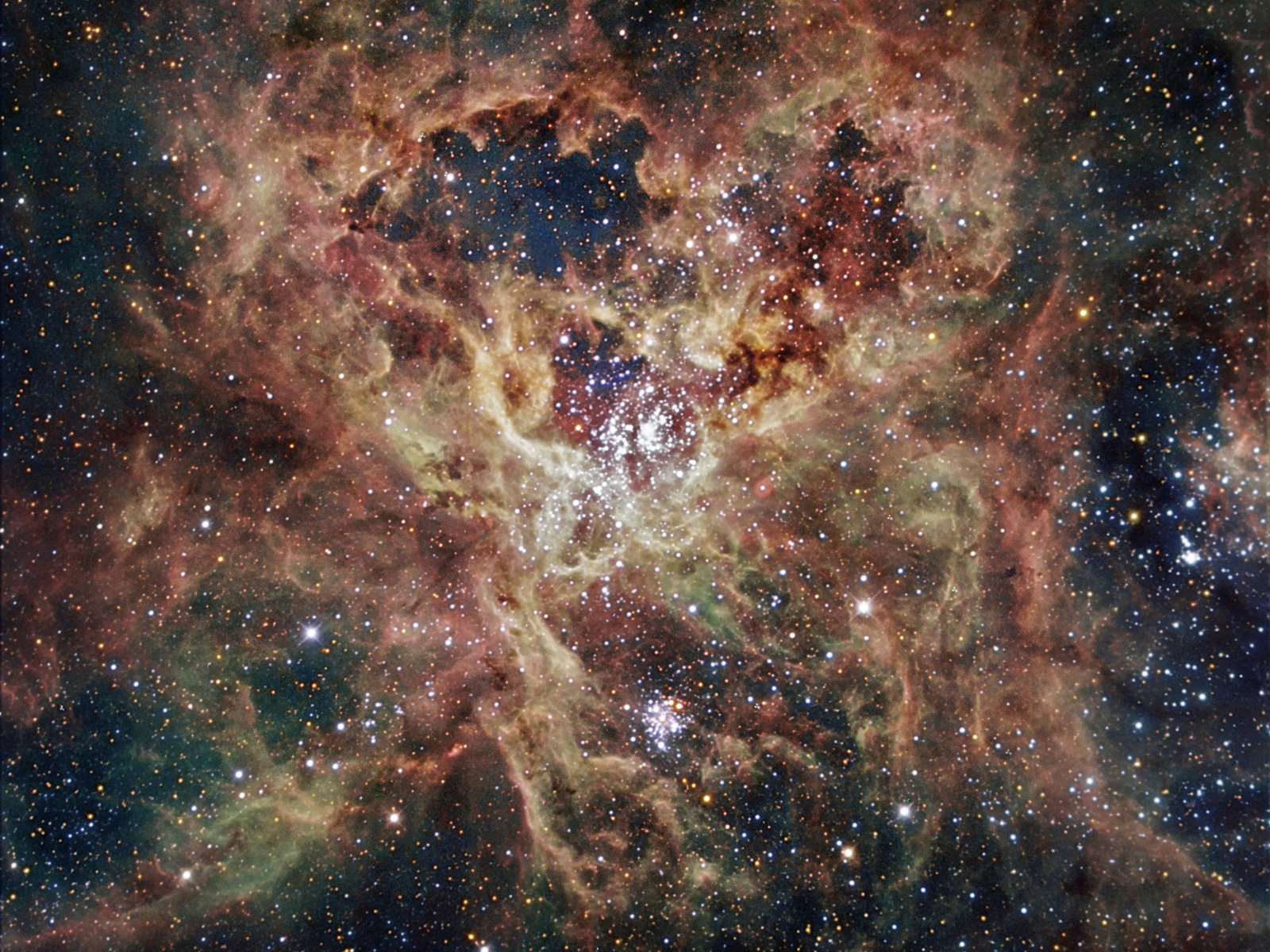
NGC 2070.

La nebulosa de la Taràntula (30 Doradus) és la més gran i activa de les moltes regions de formació estel·lar en el Gran Núvol de Magalhães. Des de la nostra perspectiva, forma l'extrem sud-est d'aquesta galàxia. La nebulosa té una magnitud aparent de 8 i una mida aparent de 40 per 25 minuts d'arc. La Taràntula és un objecte excepcionalment lluminós. Si estigués a la mateixa distància que la més coneguda nebulosa d'Orió a la constel·lació equatorial d'Orió, ocuparia una bona part del cel i projectaria ombres durant el dia. 30 Doradus podria ser la regió de formació estel·lar més gran del Grup Local de galàxies. Només NGC 604 a la galàxia del Triangle podria ser més gran. El jove cúmul estel·lar NGC 2070 es troba al centre de la Taràntula. El cúmul conté una condensació central, R136, que alberga algunes de les estrelles més massives i més lluminoses conegudes, incloses les estrelles de Wolf-Rayet R136a1, R136a2 i R136a3. Les estrelles de R136 tenen una edat estimada de només 1,5 milions d'anys. La nebulosa de la Taràntula també acull els cúmuls oberts més antics NGC 2060 i Hodge 301. NGC 2060 té 10 milions d'anys, i Hodge 301 té una edat estimada de 20 a 25 milions d'anys.

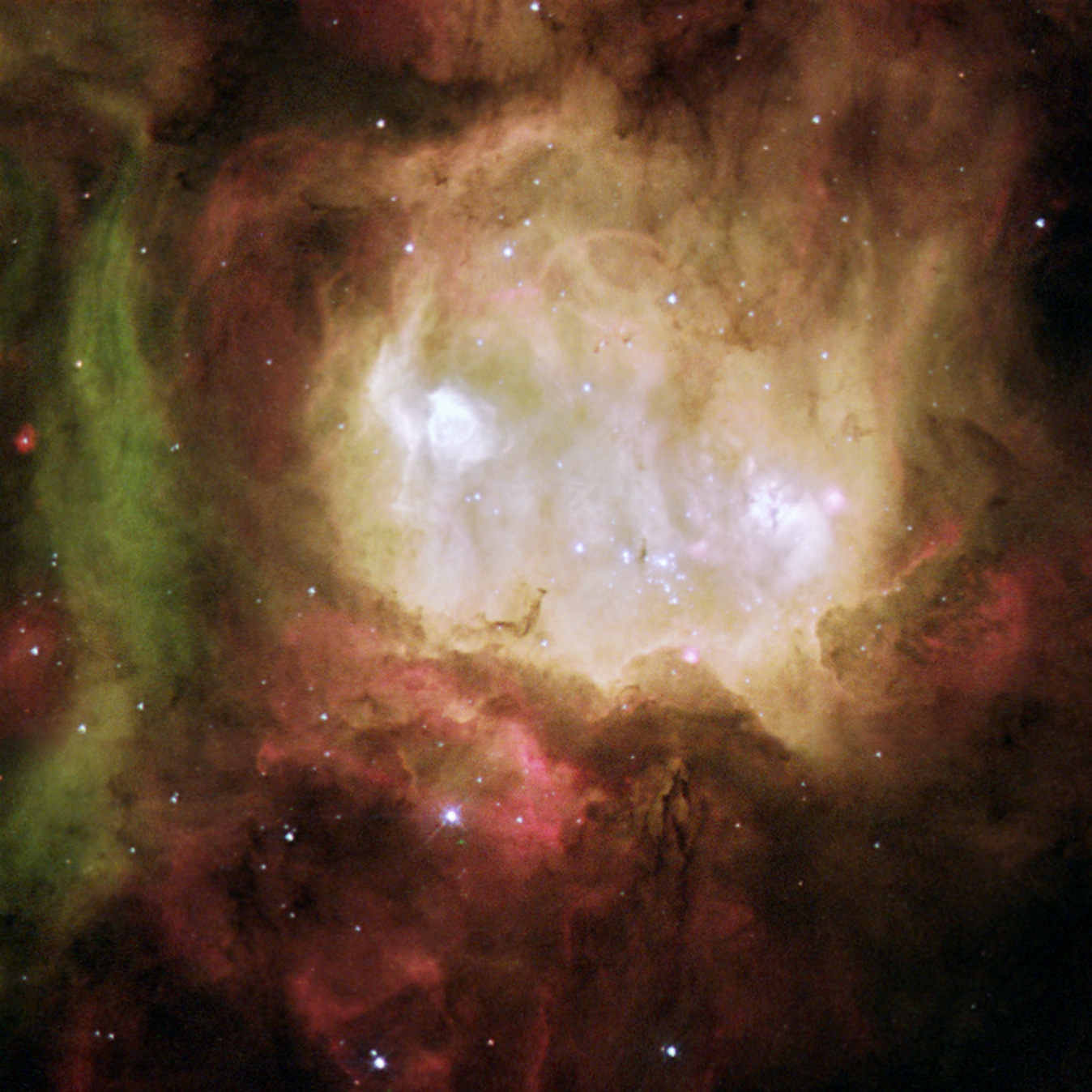
NGC 2080, la nebulosa del Cap de Fantasma.

### Nebulosa del Cap de Fantasma (NGC 2080)
La nebulosa del Cap de Fantasma (NGC 2080) és una de les diverses nebuloses d'emissió més petites situades al sud de la Nebulosa de la Taràntula. S'estén 50 anys llum. Aquesta nebulosa conté estrelles molt joves que es van formar en els últims 10 000 anys. Aquests objectes estel·lars joves encara estan amagats en els seus núvols de pols de naixement. La nebulosa té dos pegats brillants distintius, sobrenomenats "els ulls del fantasma". Aquests pegats són formats per les estrelles joves nascudes dins de la nebulosa.

### NGC 2014 i NGC 2020

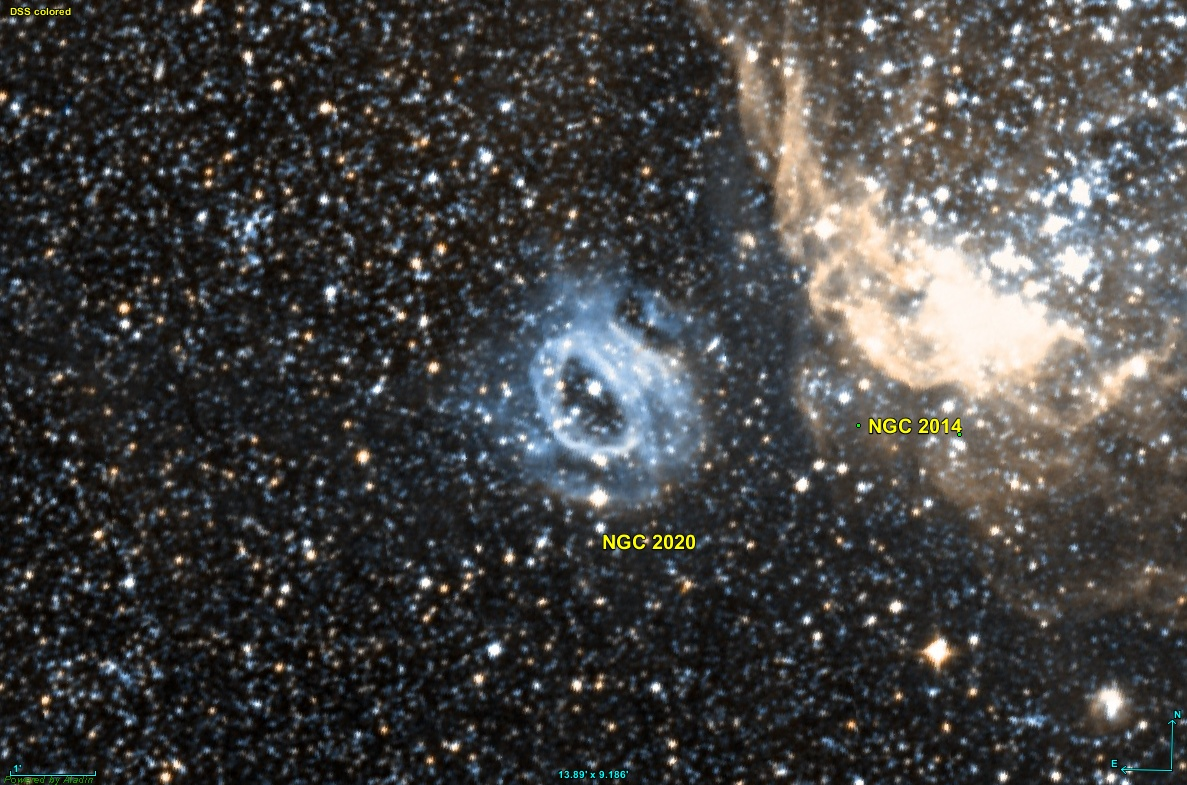
NGC 2020 (blava) i NGC 2014 (blanca).

Les nebuloses NGC 2014 i NGC 2020 formen un parell contrastant dins d'una regió de formació estel·lar més gran en el Gran Núvol de Magalhães. NGC 2014 és una nebulosa d'emissió associada amb un cúmul estel·lar obert. Apareix de color vermell en les imatges. Les estrelles a la nebulosa tenen masses entre 10 M☉ i 20 M☉. La seva radiació ultraviolada escalfa i excita el gas nebular circumdant. La nebulosa blava NGC 2020 és una regió H II associada amb l'estrella massiva de Wolf-Rayet BAT99-59. La nebulosa va ser produïda per l'estrella, que gradualment va perdre el seu material en una sèrie d'erupcions que l'han deixat sense una part de la seva capa exterior. L'estrella central té una lluminositat de 200 000 L☉. Les dues nebuloses han estat sobrenomenades l'«Escull Còsmic» perquè la seva aparença evoca un món submarí.

### N44

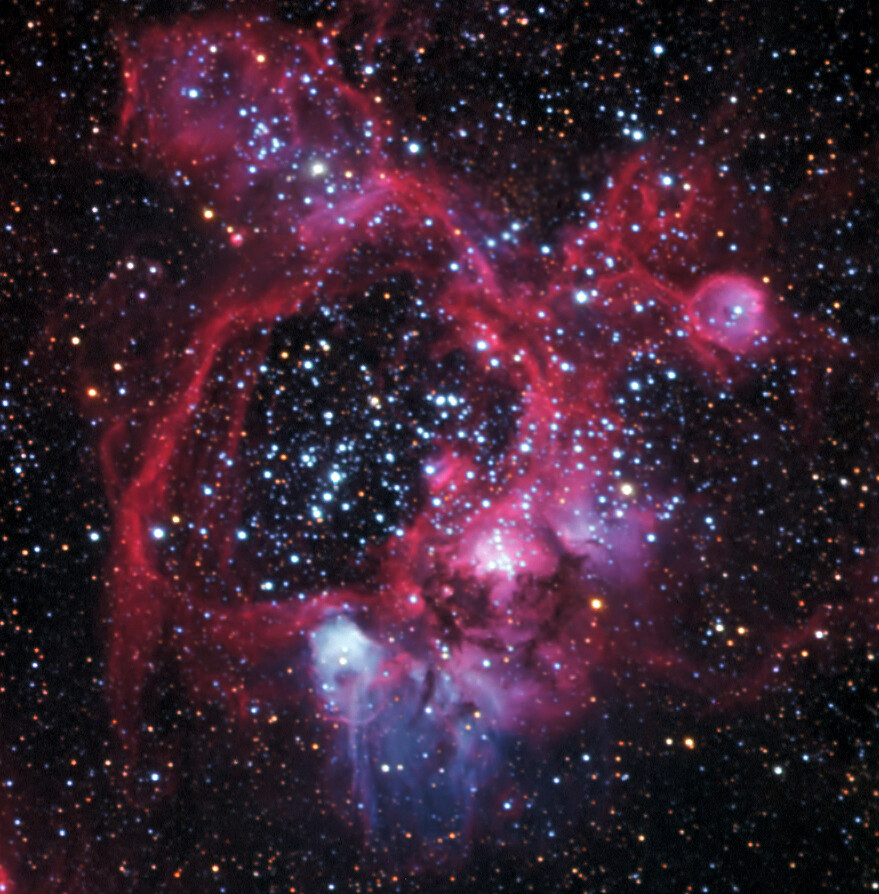
N44.

N44 és una gran nebulosa d'emissió que s'estén uns 1 000 anys llum. Té una estructura de superbombolla amb una bombolla més petita a l'interior. La nebulosa conté un jove cúmul prop del seu centre. La pressió de radiació d'uns 40 membres del cúmul ha produït l'estructura de superbombolla de la nebulosa. Una bombolla més petita, designada N44F, va ser creada per una estrella massiva central el vent estel·lar de la qual té una velocitat de 7 milions de quilòmetres per hora. N44 conté les més petites nebuloses d'emissió NGC 1935 i NGC 1936 i el cúmul estel·lar NGC 1929. NGC 1929 té 0,8 minuts d'arc de diàmetre i una magnitud aparent de 14,0.

### NGC 1935 i NGC 1936
NGC 1935 i NGC 1936 són nebuloses d'emissió situades dins de la regió més gran LMC-N44 del Gran Núvol de Magalhães. Aquestes nebuloses foren descobertes per l'astrònom anglès John Herschel (1792-1871) el 1834.

### N11

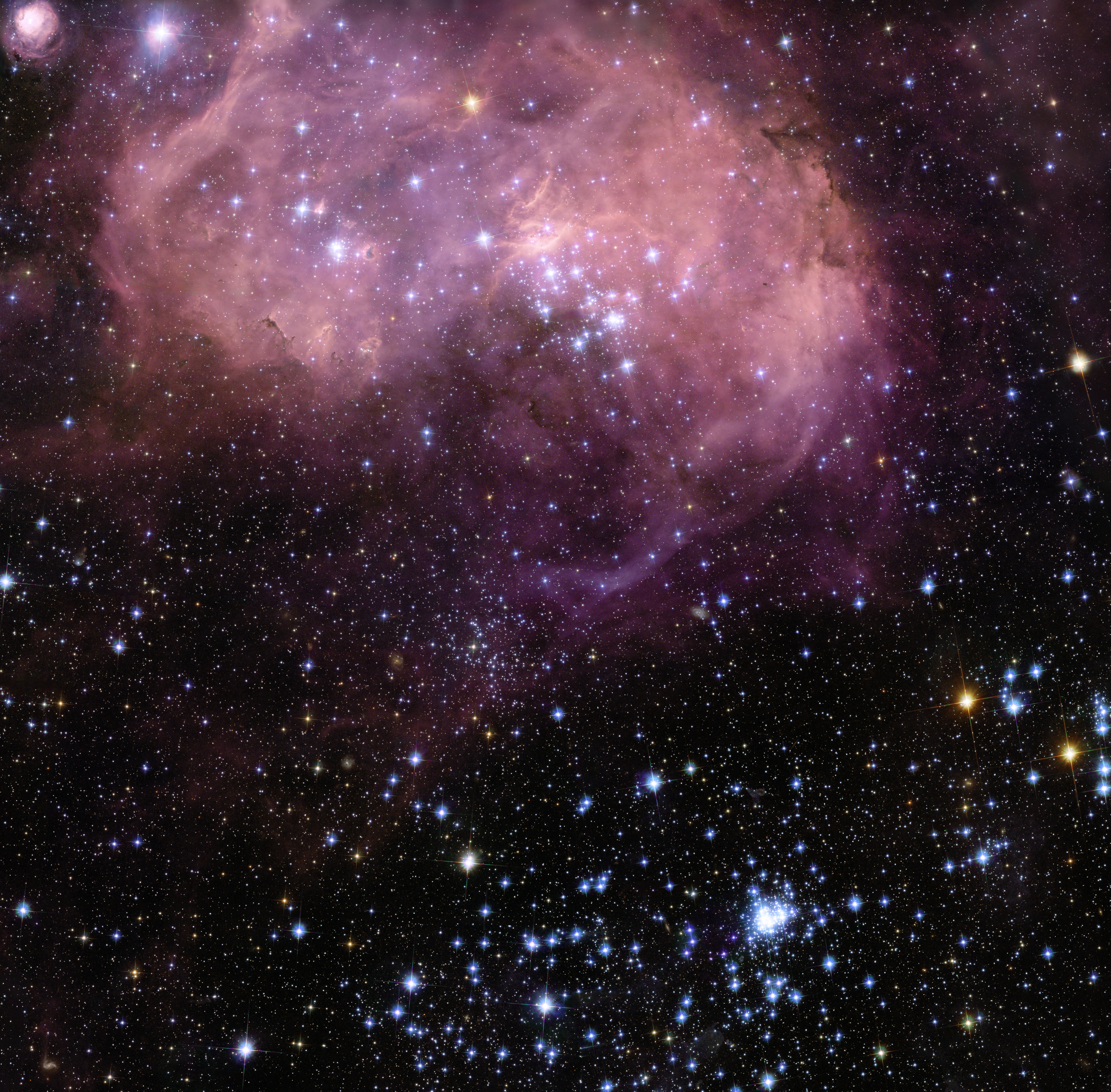
LMC N11.

N11 (LMC N11, LHA 120-N 11) és una gran nebulosa d'emissió a la part nord-oest del Gran Núvol de Magalhães. És la nebulosa més brillant en aquesta part d'aquesta galàxia i la segona regió H II més gran de la galàxia, després de la nebulosa de la Taràntula. N11 s'estén al llarg de 6 minuts d'arc del cel aparent i té un radi físic de 500 anys llum. Consta d'una enorme bombolla i nou grans nebuloses que envolten la bombolla. La regió de formació estel·lar conté una gran cavitat i un cúmul central, NGC 1761. Una resta de supernova, N11L, també resideix en la nebulosa. La nebulosa més brillant dins de la regió és NGC 1763, també anomenada la nebulosa del Fesol. La nebulosa apareix a la porció nord de N11, designada N11B. La nebulosa del Fesol és una nebulosa d'emissió que conté un cúmul incrustat. Té 3 per 5 minuts d'arc. Dues altres nebuloses d'emissió apareixen a l'est. La nebulosa de la Rosa (N11A, IC 2116) apareix al límit nord-est i la nebulosa d'emissió NGC 1769 (N11C) es troba al costat est de N11. Aquesta última està associada amb almenys dos cúmuls estel·lars oberts.

### N119
N119 (LHA 120-N 119) és una gran regió H II amb una estructura inusual en forma de S. La regió és la llar de la variable blava lluminosa S Doradus i diverses altres estrelles lluminoses, incloses les estrelles Wolf-Rayet LH41-1042 i LMC195-1. S Doradus es troba dins de DEM L132a, una de les diverses nebuloses en forma de bombolla de la regió. N119 té 430 per 570 anys llum i es troba al nord de la barra estel·lar del GNM. Està associada amb el cúmul obert NGC 1910. S Doradus és el membre més brillant del cúmul.

#### N55
N55 (LHA 120-N 55) és una nebulosa d'emissió de 7 per 5 minuts d'arc al Gran Núvol de Magalhães. Es troba dins de la superbombolla LMC 4. Els astrònoms han detectat nombrosos grumolls moleculars dins de la nebulosa. Almenys 15 d'aquests alberguen objectes estel·lars joves. La nebulosa es troba a 160 000 anys llum.

### LH 95
LH 95 és una nebulosa formadora d'estrelles associada amb N55. Observacions amb el Telescopi Espacial Hubble han revelat més de 2 500 estrelles pre-seqüència principal en la nebulosa. Aquestes són principalment estrelles de baixa massa, amb masses tan baixes com el 30 % de la del Sol. La nebulosa té una magnitud aparent de 11,10 i una mida aparent de 0,80 per 0,65 minuts d'arc. Es troba a aproximadament 163 000 anys llum.

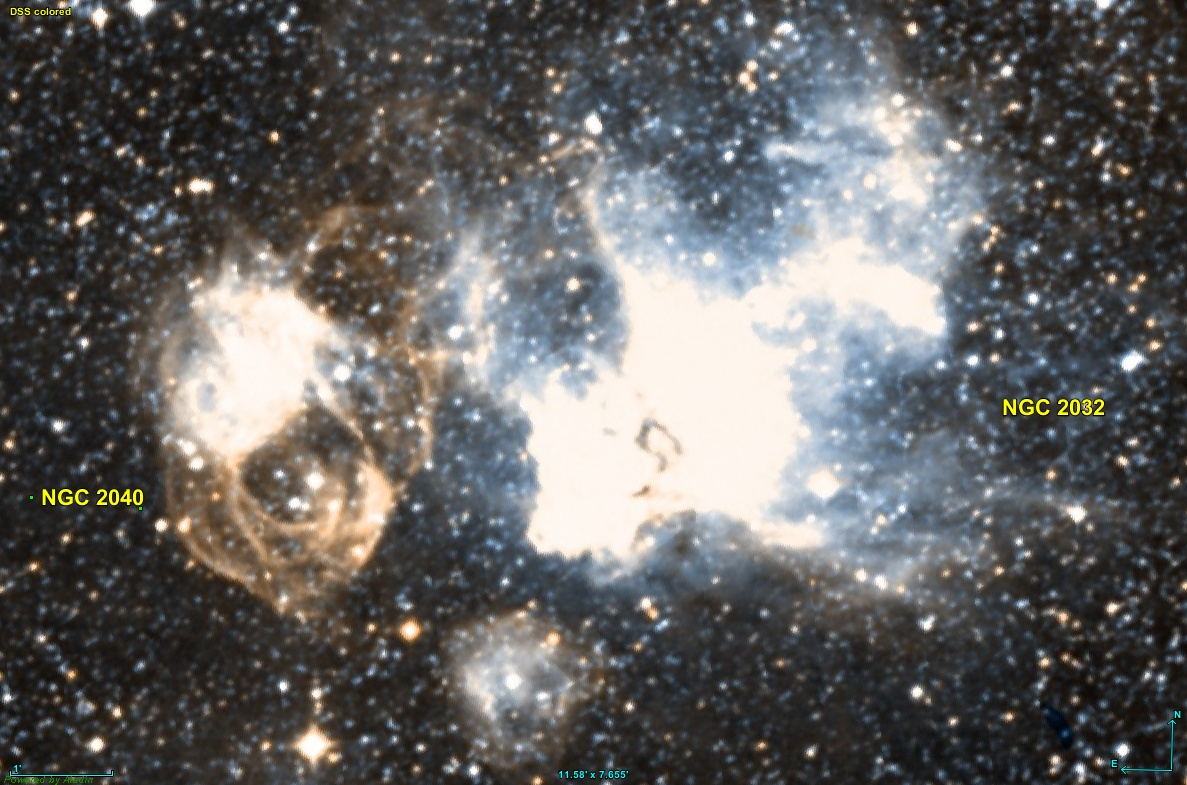
NGC 2040 i NGC 2032.

### N79
N79 és una gran nebulosa formadora d'estrelles a la part sud-oest del Gran Núvol de Magalhães. En els últims 500 000 anys la taxa de formació estel·lar en la nebulosa ha superat la de la nebulosa de la Taràntula. La nebulosa conté una font infraroja lluminosa compacta que podria ser un precursor de R136 en la Taràntula.

### Nebulosa del Cap de Drac

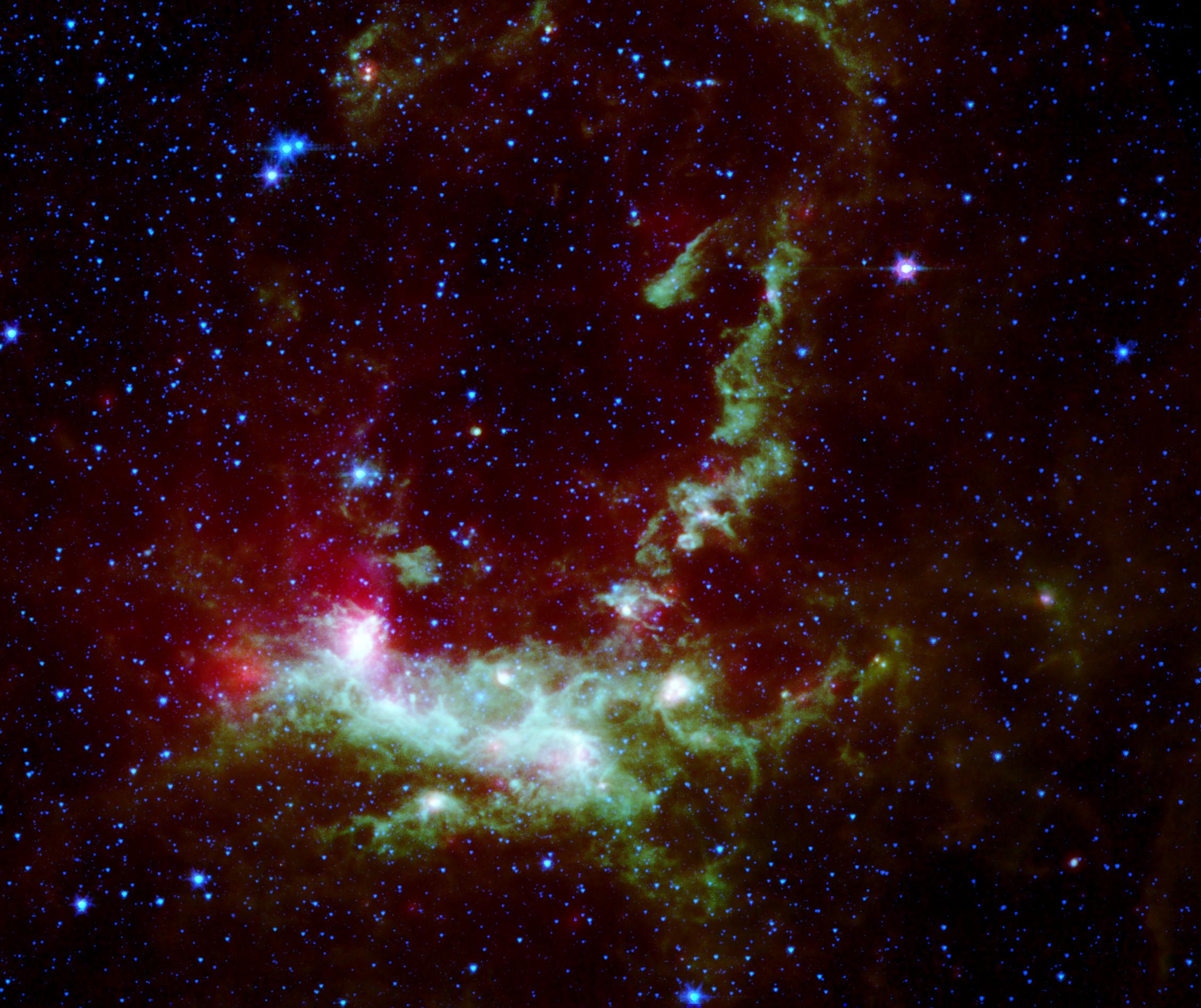
Henize 206.

La nebulosa del Cap de Drac és una regió H II situada al nord de la barra principal del Gran Núvol de Magalhães. El nom es comparteix amb dues nebuloses d'emissió veïnes, NGC 2035 i NGC 2029. Les nebuloses són part d'un complex que també inclou la resta de supernova NGC 2040 amb un cúmul obert i la nebulosa de la Gavina (NGC 2032). NGC 2035 té una mida aparent de 3 minuts d'arc i NGC 2029 té 2,25 minuts d'arc.

### Henize 70
Henize 70 (N70, LHA 120-N 70) és una nebulosa d'emissió i superbombolla de 7 per 8 minuts d'arc. La feble regió H II està modelada per les estrelles lluminoses de tipus O i B de l'associació OB LH114. Podria haver-se format en un esdeveniment de supernova, però el seu origen és incert. La nebulosa té uns 300 anys llum.

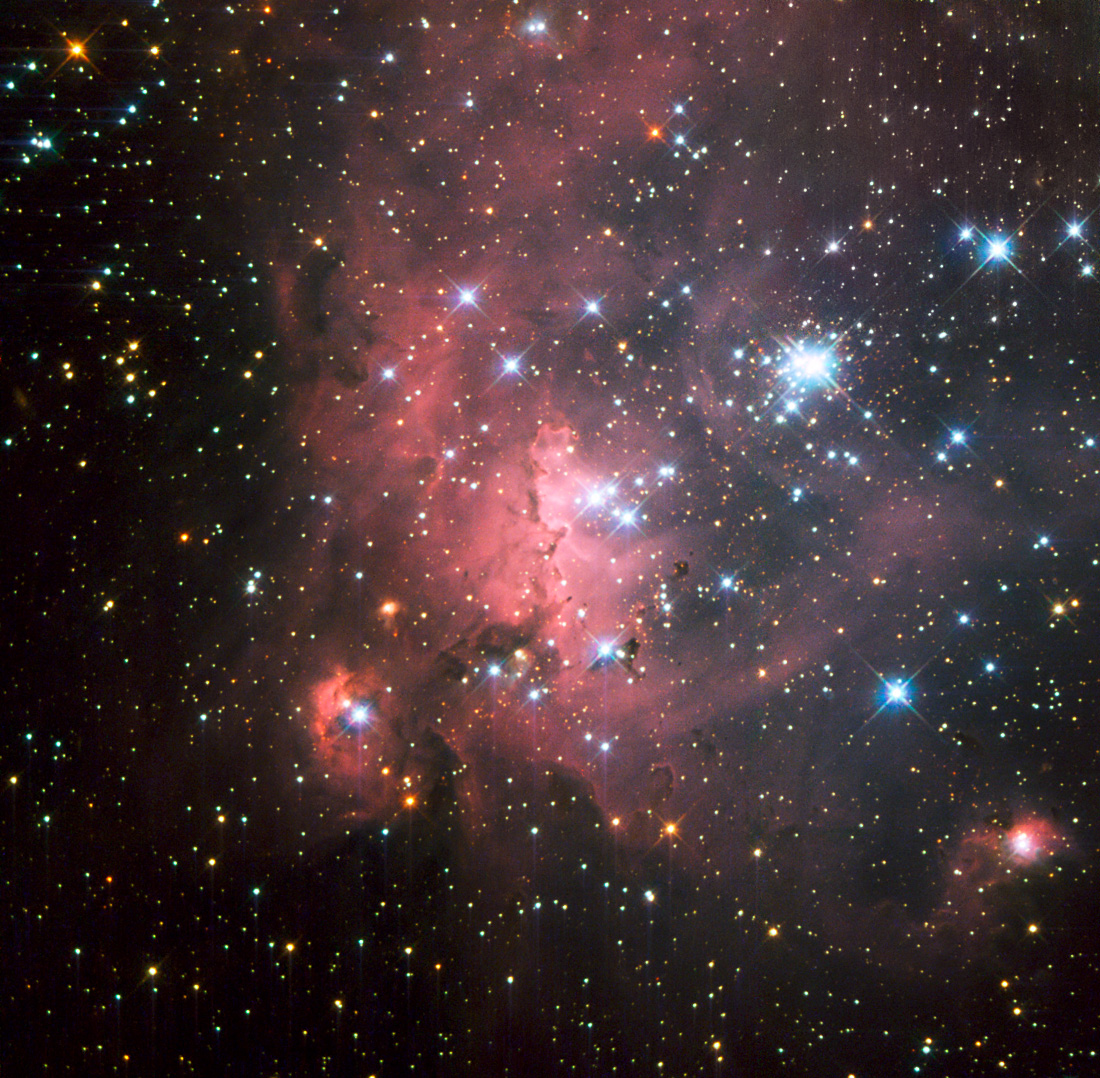
LH 72.

### Henize 206
Henize 206 (LHA 120-N 206) és una regió H II que es creu que s'originà en un esdeveniment de supernova. Està associada amb el cúmul NGC 2018. La nebulosa té una mida aparent de 3,20 minuts d'arc. Allotja centenars, possiblement milers d'estrelles amb una edat estimada de 2 a 10 milions d'anys.

### N159
N159 és un turbulent viver estel·lar situat a 170.000 anys llum al Gran Núvol de Magalhães. Té més de 150 anys llum de diàmetre i es troba just al sud de la més gran nebulosa de la Taràntula.

### LH 72
LH 72 és un dels més grans vivers estel·lars en el Gran Núvol de Magalhães. Conté una jove associació OB d'estrelles massives i lluminoses blaves. Les estrelles tenen una edat estimada de 5 a 15 milions d'anys. La nebulosa es troba dins d'una bombolla supergigant anomenada LMC4, que té 6 000 anys llum de diàmetre.